# Belfast's Big Two
El Belfast's Big Two (traducido al castellano, "Los dos grandes de Belfast"), también conocido como Big Two ("Los dos grandes") o derbi de Belfast, es el nombre al partido de fútbol disputado entre los dos clubes de fútbol más exitosos de Belfast y de Irlanda del Norte, el Linfield y el Glentoran.
Ambos son los clubes más exitosos y más seguidos en el fútbol de Irlanda del Norte, lo que ha desembocado en una gran rivalidad. Tradicionalmente se enfrentan entre sí en el Boxing Day cada año, motivo por el que acuden a los enfrentamientos una de los mayores asistencias de cualquier partido de fútbol norirlandés de la IFA Premiership. Habitualmente juegan entre sí en la liga y, en ocasiones, en la Copa Setanta.
Aunque ambos clubes son los más laureados del fútbol norirlandés, el Linfield actualmente supera al Glentoran en términos de ligas ganadas con 53 del Linfield por 23 del Glentoran.

## Historia
Los dos grandes de Belfast no siempre se refirieron al Linfield y Glentoran. Hasta 1949, los dos grandes de Belfast eran el Linfield y el Belfast Celtic como los equipos más exitosos en Irlanda del Norte. Esta rivalidad a menudo condujo a episodios de violencia sectaria entre los aficionados protestantes del Linfield y los católicos del Belfast Celtic, que fue la principal razón para justificar la desaparición del Belfast Celtic tras las revueltas del Boxing Day de 1948, que provocó que tres jugadores del Belfast Celtic resultaran heridos por los hinchas del Linfield. Como resultado de la desintegración del Belfast Celtic, el Glentoran tomó su lugar en los dos grandes.
La intensidad de la rivalidad del Belfast's Big Two desde 1949 se ha ido incrementado debido al hecho de que desde el cierre del Belfast Celtic, el Glentoran fue el único club que podía generar una base de apoyo similar a la del Linfield, pues algunos aficionados del Belfast Celtic comenzaron a apoyar al Glentoran. A pesar de que ambos equipos son predominantemente protestantes, la rivalidad se tensó cuando el Glentoran alineó a jugadores católicos que, consecuentemente, atrajo a hinchadas católicas, en contraposición con el Linfield, que  originalmente solo alineó protestantes hasta la década de 1980.
En la final de Copa de 1985 en The Oval, los aficionados del Glentoran lanzaron al terreno de juego un gallo y un cerdo que habían sido pintados de azul, con el propósito de insultar al Linfield y a su afición.
Ambos clubes comparten rivalidades menos importantes con el Cliftonville y Crusaders, equipos del norte de Belfast. Estos son menos exitosos que los dos grandes y ellos sí ven al Glentoran y al Linfield como sus principales rivales, disputando con ellos el derbi del norte de Belfast.

## Boxing Day
Aunque el Linfield y el Glentoran tradicionalmente juegan un clásico encuentro en el Boxing Day, en 2009 el partido tradicional del Boxing Day fue retirado del calendario de partidos hasta el año 2011 por la Asociación Irlandesa de Fútbol debido a problemas con el público en Windsor Park.